# Celice
«Celice» — песня норвежской группы A-Ha, которую написали Магне Фурухольмен и Мартин Терефе. Она была выпущена в качестве первого сингла с альбома Analogue 2005-го года. В Германии и в Норвегии релиз состоялся 7 октября, а в Швеции — 25-го. В Великобритании сингл выпущен не был. Всего в мире было продано свыше 300 000 копий.

## Список композиций
1. «Celice» (Radio Cut)
2. «Celice» (Live at Frognerparken)
3. «Celice» (Paul van Dyk's Radio Edit)
4. «The Summers of Our Youth»
5. «Celice» (music video)

### Ремиксы
1. «Celice» Radio Cut (3:28)
2. «Celice» Thomas Schumacher Remix (7:53)
3. «Celice» Boris Dlugosch Remix (6:38)
4. «Celice» Paul van Dyk's Extended Mix (5:42)
5. «Celice» Paul van Dyk's Vocalized Clubmix (8:07).

## Чарты
| Страна                                     | Высшая позиция |
| ------------------------------------------ | -------------- |
| Австрия                                    | 41             |
| Горячая тридцатка радио Unistar (Беларусь) | 1              |
| Финляндия                                  | 15             |
| Германия                                   | 21             |
| Италия                                     | 36             |
| Латвия                                     | 29             |
| Норвегия                                   | 1              |
| Россия                                     | 2              |
| Швейцария                                  | 38             |
| Украина                                    | 8              |